# Dreamer (Thanks To You My Friends)
Dreamer (Thanks To You My Friends) – czwarty singel polskiego piosenkarza Michała Szpaka promujący płytę Dreamer, mający swoją premierę 16 listopada 2018 roku. Utwór skomponował Sławomir Sokołowski, a tekst napisała Aldona Dąbrowska. Utwór jest balladą, powoli rozwija się, nabierając rozpędu i eksplodując w refrenie energią i przepychem.

## Historia utworu

### Geneza
Utwór skomponował Sławomir Sokołowski, a tekst napisała Aldona Dąbrowska. Piosenka została wydana jako singiel zapowiadający drugi album studyjny artysty pt. Dreamer, którego premiera odbyła się 7 września 2018 roku. Rozpoczynający się jak ballada, powoli rozwija się, nabierając rozpędu i eksplodując w refrenie energią i przepychem. Utwór jest tak charakterystyczny dla estetyki, w której obraca się artysta, że z powodzeniem mógłby stanowić jego muzyczny podpis. 16 listopada 2018 na kanale MichalszpakVevo w serwisie Youtube utwór ukazał się w formie lyric video.

### Wykonania na żywo
Pierwsze wykonanie utworu na żywo miało miejsce 17 listopada 2018 roku w pierwszym live w 9. edycji programu TVP2 The Voice of Poland.

## Lista utworów
- Digital download[4].

1. „Dreamer (Thanks To You My Friends)” – 3:11
2. „Dreamer (Thanks To You My Friends) (Special Version)” – 2:55